# 칠서휴게소
칠서휴게소(Chilseo Service Area)은 경상남도 함안군 칠서면 계내리에 위치한 중부내륙고속도로의 고속도로 휴게소이다. 양평방향에만 휴게소가 존재한다. 주소는 경상남도 함안군 칠서면 계룡로 122-1이다. 

## 시설
- 주차장
- 화장실
- 식당
- 수유실
- 매점
- 경정비
- 현금 자동 입출금기
- 전기차 충전소
- 정유소 : 알뜰주유소, 현대오일뱅크(LPG)
- 화물휴게소 : 화물자 고객쉼터 (샤워시설, 탈의실, 안마의자 등)
- 내고장특산품판매점

## 전후
- 칠서 나들목 ← 칠서휴게소 ← 남지 나들목
- 고속도로 종점 ← 칠서휴게소 ← 영산 휴게소